# L.D. 50
L.D. 50 – drugi album zespołu Mudvayne, wydany w 2000 roku przez Epic Records.

## Twórcy
- Chad "Kud" Gray – wokal
- Greg "Gurrg" Tribbett – gitara elektryczna
- Matthew "Spag" McDonough – perkusja
- Ryan Martinie – gitara basowa

## Lista utworów
1. "Monolith" – 1:52
2. "Dig" – 2:43
3. "Internal Primates Forever" – 4:25
4. "-1" – 3:58
5. "Death Blooms" – 4:52
6. "Golden Ratio" – 0:54
7. "Cradle" – 5:14
8. "Nothing To Gein" – 5:29
9. "Mutatis Mutandis" – 1:43
10. "Everything And Nothing" – 3:14
11. "Severed" – 6:33
12. "Recombinant Resurgence" – 2:00
13. "Prod" – 6:03
14. "Pharmaecopia" – 5:34
15. "Under My Skin" – 3:47
16. "(K)now F(orever)" – 7:06
17. "Lethal Dosage" – 2:59

## Single
1. "Dig" – 2000
2. "Death Blooms" – 2000

## Wideografia
- "Dig" – 2000
- "Death Blooms" – 2000